# Lamborghini Huracán GT3
Chronologie des modèles
LP 620-2 Super_Trofeo Lamborghini Temerario GT3
La Lamborghini Huracán GT3 est une Lamborghini Huracán de compétition développée par Squadra Corse à Sant’Agata Bolognese. La voiture répond à la réglementation technique du Groupe GT3.

## Aspects techniques

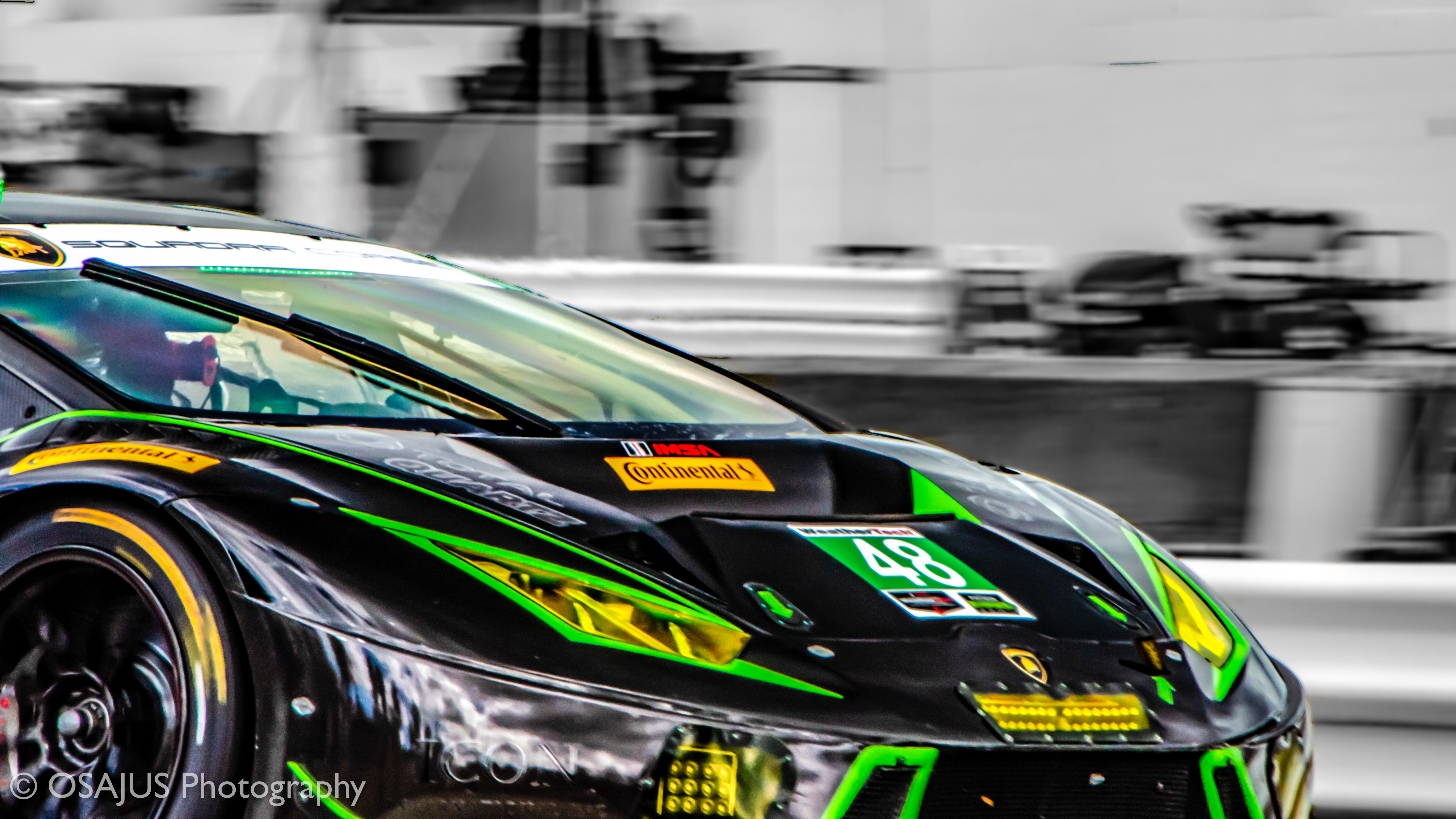
Lamborghini Huracán GT3 de l'écurie américaine Paul Miller Racing lors du Petit Le Mans 2018.

En 2015, Lamborghini a présenté dans son usine de Sant'Agata Bolognese la Lamborghini Huracán GT3,. L'Huracán GT3 est équipée d'un châssis carbone et aluminium renforcé par la présence d'un arceau. Les cadres avant et arrière ont été modifiés pour améliorer le refroidissement de l'auto, pour repositionner la boîte à l'arrière ainsi que pour améliorer l'aérodynamique (conçue en partenariat avec Dallara Engineering). Le poids est de 1239 kg tandis que la répartition des masses est de 42/58 mais c'est à la FIA qu'il reviendra de fixer le poids définitif de l'auto selon le système de la Balance des Performances. Cette voiture, répondant à la réglementation technique FIA GT3 a commencé la compétition dans le Blancpain Endurance Series ainsi que le WeatherTech SportsCar Championship. 

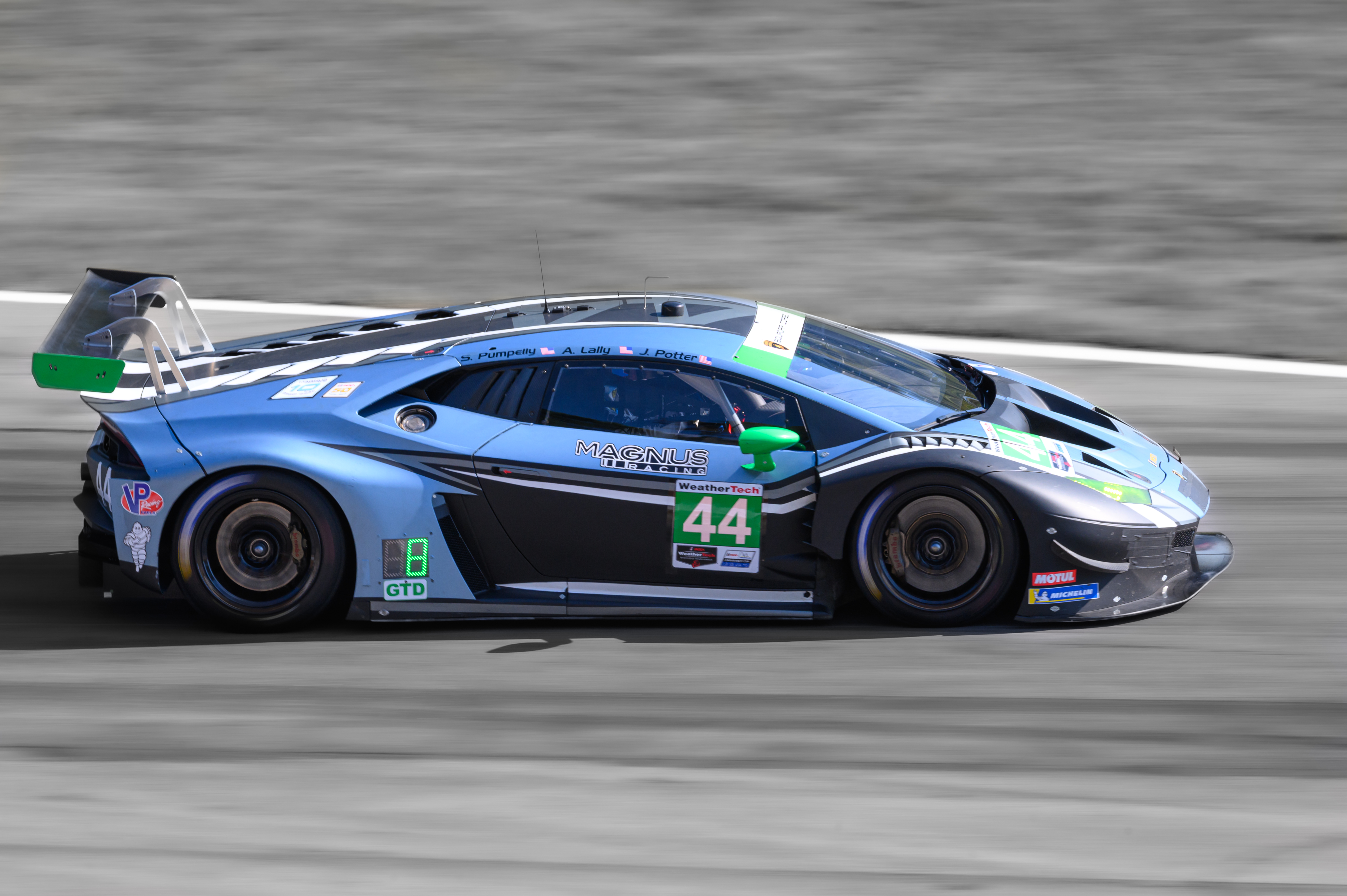
Lamborghini Huracán GT3 Evo de l'écurie américaine Magnus Racing lors du Petit Le Mans 2019.

En 2019, après un an de développement, Lamborghini a présenté une évolution de sa Lamborghini Huracán GT3, dénommée Lamborghini Huracán GT3 Evo. Par rapport à la précédente version de la voiture, des points ont été amélioré tels que l'aérodynamisme (en partenariat avec Dallara), la suspension avant, la gestion électronique de la direction, ... afin d’améliorer la maniabilité et de rendre la voiture plus facile et prévisible pour les pilotes. Elle a fait ses débuts en compétition lors des 24 Heures de Daytona 2019,.
La Lamborghini Huracán GT3 EVO2, originellement prévue pour 2022, a vu son apparition décalée à 2023 à cause de la pandémie de Covid-19.

## Écuries
- ARC Bratislava
- Car Guy Racing
- Ebimotors
- Grasser Racing Team
- JLOC
- Konrad Motorsport
- Magnus Racing
- Paul Miller Racing
- Precision Performance Motorsports (en)
- Scuderia Villorba Corse
- Team Rosberg